# Ненадкевичит
Ненадкевичит — мінерал, силікат титану й ніобію острівної будови.

## Загальний опис
Хімічна формула: 
1. За Є. Лазаренком: (Na, K, Ca) (Nb, Ti) [Si2O7]•2H2O.
2. За «Fleischer's Glossary» (2004): (Na, Ca, K)(Nb, Ti)Si2O6(O, OH)•2H2O.
Склад у % (з лужних пегматитів): Na2O — 4,16; K2O — 2,24; CaO — 1,75; Nb2O5 — 24,61; TiO2 — 12,12; SiO2 — 37,15; H2O — 10,84. Домішки: MnO (2,90); BaO (1,39); Al2O3 (1,15); Fe2O3 (0,80); MgO (0,52); TR2O3 (0,30). Сингонія ромбічна. Кристали пластинчасті або призматичні. Густина 2,838-2,885. Твердість 5,5. Колір темно-коричневий, коричневий, коричнювато-рожевий до рожевого. Риса блідо-рожева, майже біла. Матовий.
Зустрічається в лужних пегматитах Ловозерського та Хібінського масивів, на Кольському півострові, а також у Ґренландії (Ілімаусак). Рідкісний.
За прізв. рад. мінералога К. А. Ненадкевича — учня В. І. Вернадського (М. В. Кузьменко, М. Є. Казакова, 1955).